# Grown and Sexy
Grown and Sexy è il terzo singolo di Chamillionaire, estratto dall'album The Sound of Revenge.
La canzone non ha avuto negli USA il successo sperato, sebbene le aspettative fossero assai alte dopo i precedenti singoli di successo Turn It Up e Ridin'. Ha invece raggiunto la posizione n.35 nel Regno Unito.

## Tracce

### UK
CD 1
1. Grown and Sexy (Clean Album Version)
2. Turn It Up (Radio Edit)

CD 2
1. Grown and Sexy (Explicit Album Version)
2. Turn It Up (Dizzee Rascal Remix)
3. Ridin'
4. Grown and Sexy (Instrumental)